# Lineo Shoai
Lineo Florence Shoai (* 10. Januar 1979) ist eine ehemalige lesothische Sprinterin. Sie trat bei den Olympischen Sommerspielen 1996 in Atlanta und 2000 in Sydney an.

## Karriere
Lineo Shai startete im 200-Meter-Lauf bei den Olympischen Sommerspielen 1996 und 2000, den Leichtathletik-Weltmeisterschaften 1999 und 2003 sowie bei den Afrikaspielen 1999 und den Commonwealth Games 2002. In keinem der Wettbewerbe kam sie über die Vorläufe hinaus.
Mit Sebongile Sello, M’apotlaki Ts’elho und Nteboheleng Koaeana nahm sie bei den Olympischen Spielen 1996 auch an der 4 × 100-m-Staffel teil, das Team wurde jedoch disqualifiziert.